# 末吉俊雄
末吉 俊雄（すえよし としお、1907年（明治40年）2月13日 - 1977年（昭和52年）1月24日）は、日本の実業家。三井東圧化学（現三井化学）社長や、日本硫安工業協会会（現日本肥料アンモニア協会）会長を務めた。

## 人物・経歴
1930年東京商科大学（現一橋大学）卒業、三井鉱山入社。1931年三池窒素工業入社。1937年東洋高圧工業入社。東洋高圧工業営業課長等を経て、1947年東洋高圧工業取締役に昇格。1955年東洋高圧工業常務取締役。1957年東洋高圧工業専務取締役。1963年東洋高圧工業取締役副社長。1970年三井東圧化学取締役社長。1973年三井石油開発取締役。1974年日本硫安工業協会会長。日本原子力産業会議理事等も務めた。三井東圧化学取締役社長在任中の1977年に死去し、勲二等旭日重光章を受章した。